# 吳省蘭
吳省蘭（1738年—1810年），字泉之，號稷堂。江蘇南匯（今属上海市）人。清朝藏書家。
吳省欽之弟，住錢涇橋北。少時即博聞多學，好聚書。乾隆二十八年（1763年）考取咸安宮宮學教習。乾隆三十九年充《四庫全書》館分校官。乾隆四十三年（1778年）中戊戌科進士。選庶吉士，散館授編修。攀附和珅，官禮部侍郎。嘉庆四年（1799年），和珅倒台，吳省蘭受牵累，降为编修。官至侍講學士。刻有《藝海珠塵》本。